# Accominta
Accominta /slično s chippewa ä‘ku‘kŭmiga‘k =the place where land and water meet, odnosno  'shore' ,  'shore-line' ; Jones. Ovim imenom označavali su Indijanci rijeku York/, pleme Algonquian Indijanaca konfederacije Pennacook, što je živjelo u blizini današnjeg Yorka, u okrugu York, Maine, na krajnjem jugu države. Kroz povijest nazivani su uglavnom imenima Agamenticus ili Accominticus. 

## Vanjske poveznice
- Accominta Indian Tribe History